# کوتاهنا
کوتاهنا (به لاتین: Kotahena) یک منطقهٔ مسکونی در سری‌لانکا است که در ناحیه کلمبو واقع شده‌است.